# Tapalhuaca
Tapalhuaca es un distrito del municipio de La Paz Oeste en el departamento de La Paz, El Salvador. Según el censo oficial de 2024, tiene una población de 3.711 habitantes.

## Historia
Se estima que la localidad fue fundada por indígenas pipiles en la época prehispánica. Para el año 1740, el alcalde mayor de San Salvador, don Manuel de Gálvez Corral, estimaba su población en 150 habitantes. Para el año 1770, el arzobispo de GuatemalaPedro Cortés y Larraz establecía la población en 363 habitantes, y además informaba que pertenecía a la parroquia de San Pedro Masahuat. En el año 1786 ingresó al partido de Olocuilta de la Intendencia de San Salvador. 

### Pos-independencia
Pertenece al departamento de La Paz desde el 21 de febrero de 1852. 
En un informe de mejoras materiales del departamento de La Paz hecho en el 16 de enero de 1854, el gobernador Eustaquio Guirola tomó nota de que en Tapalhuaca se trabajó una casa conventual de 9 varas de largo y con una puerta nueva y una pared de 30 varas de largo en el camposanto que se estaba concluyendo.
Para el año 1890 tenía 810 habitantes. Adquirió el título de villa en el año 2005.

## Información general
El municipio tiene un área de 14,31 km², y la cabecera una altitud de 390 m s. n. m. Las fiestas patronales se celebran en el mes de julio en honor a Santa María Magdalena. El topónimo Tapahuaca significa "La ciudad en ruinas", o también "Lugar que tiene pintura", "Aguacate colorado", y "Lugar abundante en pintura". A través de los años ha sido conocida como Santa María Magdalena Tapalhuaca (1740 y 1770), Tapalhuaca (1807).

## Atractivo turístico
Piedra del elefante, ubicada en la avenida al cementerio, Tapalhuaca, La Paz. 